# Las quince rosas de Grazalema
Las quince rosas de Grazalema fueron un grupo de jornaleras republicanas, entre 18 y 61 años, algunas embarazadas, del municipio de Grazalema (Provincia de Cádiz) torturadas, violadas y asesinadas en febrero de 1937 durante el transcurso de la guerra civil española. 
A raíz del golpe de estado del 18 de julio de 1936 y en los días posteriores, las tropas sublevadas del ejército ocuparon Sevilla, donde establecieron la base para lanzar las ofensivas contra Huelva, Málaga y Madrid (por Extremadura). El ejército sublevado, los legionarios y las milicias falangistas, alentados por las proclamas que el general Queipo de Llano emitía por radio Sevilla, instauraron un régimen de terror.
En Grazalema no triunfó el golpe de estado y sus habitantes quedaron, durante dos meses, bajo control de las milicias republicanas regidos por dos comisiones, la de abastecimientos y la de defensa. El 12 de septiembre comenzó la ofensiva sobre el pueblo que fue bombardeado. Al día siguiente el grupo de Regulares de Larache, comandados por Ignacio Caballero Muñoz, ocuparon el pueblo. Un día después lo hizo la Primera Bandera de Falange de Cádiz, comandada por Fernando Zamacola Abrisqueta y el día 15, con el ataque de los Regulares de la Columna de Arcos, se consumó la rendición. En ese momento se aplicó el Bando de Guerra y se desató la represión.  Un informe del año 1941 documentó la muerte de 209 personas a manos de los golpistas.
A comienzos de 1937 muchas de las familias que habían huido volvieron a casa. Se intensificaron las delaciones bajo las que se encubrían rencores y venganzas personales.
Salud Alberto Barea, Catalina Alcaraz Godoy, Isabel Atienza Gomez, Teresa Castro Ramírez, Josefa de Jesús Gómez, Isabel Barea Rincón, María Barea Rincón, Ana Fernández Ramírez, Cristina Carrillo Torres, Lolita Gómez, María Josefa Nogales, Teresa Menacho Palacios, Antonia Vilches, campesinas, ganaderas y tejedoras de lana, no afiliadas a ningún partido o sindicato, fueron interrogadas. Al negarse a dar información sobre sus familiares, fueron arrestadas por los falangistas, violadas, rapadas, obligadas a beber aceite de ricino y paseadas en una camioneta. Junto con el niño Francisco Peña García el Bizarrito fueron transportadas hasta el km. 57 de la carretera de Ronda, donde tras obligar a Francisco Peña a cavar una fosa, fueron masacradas con armas de fuego, golpes de pala, hachas y armas blancas. Sus cuerpos fueron abandonados en un horno que había en la zona. Algunos vecinos se atrevieron a ir y cubrir con piedras los cadáveres, para evitar que fueran devorados por los animales. 
En 1978 el primer alcalde democrático Antonio Mateos empezó a indagar sobre aquellos hechos. En 2008 fueron localizados sus huesos en una pequeña fosa clandestina en un trabajo dirigido por los arqueólogos Jesús López y Jesús Román.  En 2009 se reallizaron actos de reconocimiento y reparación de las víctimas.
En 2016 se estrenó el documental basado en las investigaciones de David Doña, Sucedió en Grazalema, patrocinado por la Diputación de Cádiz.